# Peças de Shakespeare

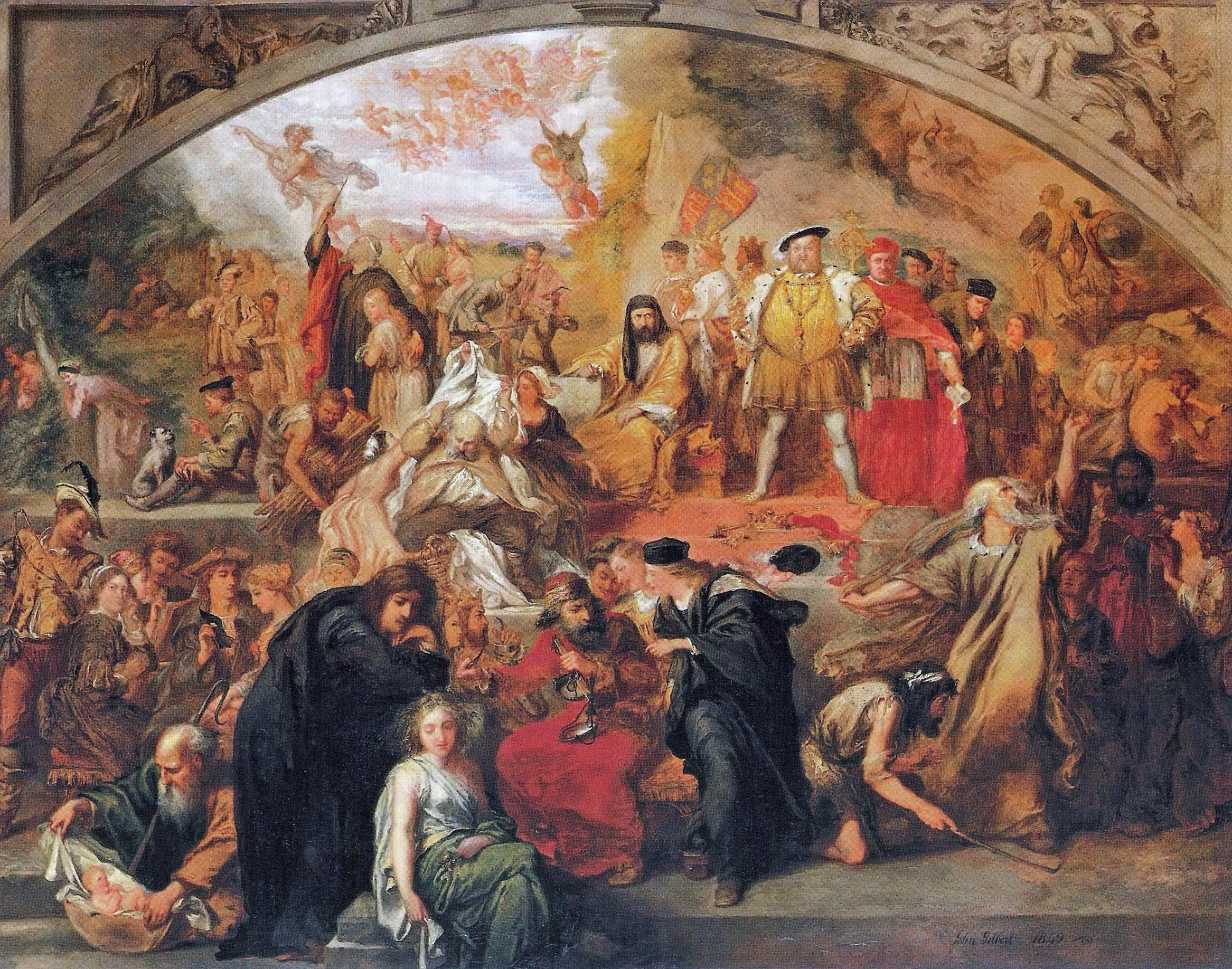
The Plays of William Shakespeare, de John Gilbert. A pintura retrata cenas e personagens das peças de William Shakespeare.

As peças teatrais de William Shakespeare têm a reputação de estar entre as maiores da língua inglesa e da literatura ocidental. Tradicionalmente divididas entre os gêneros da tragédia, histórica e comédia, foram traduzidas em todas as grandes línguas ainda vivas, para serem realizadas e aprimoradas segundo sua época em todo o mundo.
Entre as peças de Shakespeare mais famosas e aclamadas pela crítica estão Romeu e Julieta, Rei Lear, Macbeth, Sonho de uma Noite de Verão, A Megera Domada, Hamlet, Júlio César, Otelo, A Tempestade, Noite de Reis, A Comédia dos Erros, O Mercador de Veneza e Ricardo III.
Muitas das suas peças apareceram na imprensa como uma série de quartos (formatos de livros pequenos), mas cerca da metade delas permaneceram inéditas até 1623, quando o póstumo First Folio tornou-se público. A tradicional divisão de suas peças em tragédias, comédias e históricas segue-se na categoria utilizada pelo First Folio. No entanto, a crítica moderna tem rotulado algumas destas peças como "peças problemas", dado que escapam fácil da categorização, ou talvez propositadamente quebram o genérico de convenções, pois o que os críticos da época dizem ser romance, outros, mais à frente, chamam de comédia.

## Teatro no tempo de Shakespeare
O teatro estava mudando quando Shakespeare chegou em Londres nos finais da década de 1580 ou no início da década de 1590: os dramaturgos que escreviam para os novos teatros comerciais londrinos foram combinando duas diferentes vertentes da tradição dramática em uma nova e distinta síntese isabelina (Isabel I de Inglaterra). Anteriormente, as formas mais comuns de teatro popular inglês eram as peças moralísticas do Período de Tudor. Estas peças misturavam piedade, farsa e comédia de pastelão, eram alegorias das quais os personagens eram atributos que personificavam o valor da moral da vida.

## Instalação do teatro e do cenário
Escavações arqueológicas nas fundações do The Rose e do Globe Theatre nos fins do século XX mostraram que todos os Teatros do Renascimento Inglês de Londres estiveram construídos em torno de plantas similares. Apesar das diferenças individuais, os teatros públicos tinham arquibancadas que estavam divididas em três andares erguidos ao redor do palco, que era um espaço aberto no centro. Normalmente poligonal no plano global para dar um efeito arredondado.

## Períodos

### Shakespeare Isabelino
As tragédias isabelinas de Shakespeare (que incluem enredos com projetos trágicos, como Ricardo II) demonstram sua independência relativa aos modelos clássicos. A partir de Aristóteles e Horácio, ele toma a noção de decoro, com poucas exceções, e se concentra no nascimento de personagens da alta nobreza, misturando assuntos políticos e nacionais para o tema da tragédia. Na maioria dos outros aspectos, porém, o início das tragédias ficaram muito mais perto do espírito e do estilo de moralidade. Elas são episódicas, embaladas com caráter e incidente; elas são vagamente unificadas por um tema ou personagem. A isto, refletem claramente a influência de Christopher Marlowe, particularmente de Tamburlaine. Mesmo nos seus primeiros trabalhos, porém, Shakespeare demonstra geralmente mais moderação do que Marlowe; ele recorre à retórica extravagante, colorida e pomposa com menos frequência, e sua atitude em relação aos seus heróis é mais diferenciada e, por vezes, mais cética do que Marlowe. Até o início do século, o grandíloquo de Titus Andronicus tinha desaparecido, substituído pela subtileza de Hamlet.
Na comédia, Shakespeare utilizou ainda menos modelos clássicos. A Comédia dos Erros, uma adaptação da peça Menaechmi, segue o modelo do novo estilo que a comédia viria trazer.

### Shakespeare Jacobita
Shakespeare alcançou a maturidade como dramaturgo no fim do reino de Isabel, e nos primeiros anos do reino de Jaime II de Inglaterra. Nestes anos, estando ao serviço de jacobitas, ele respondeu a uma profunda mudança no gosto popular, tanto no assunto e abordagem.